# Суракатов, Нурмагомед Сайпулаевич
Нурмагомед Сайпулаевич Суракатов (род. 1971, с. Урада, Советский район, Дагестанская АССР, СССР) — российский экономист, кандидат экономических наук, ректор Дагестанского государственного технического университета.

## Биография
Родился в селе Урада. В 1989 году поступил на технологический факультет Дагестанского политехнического института (ныне ДГТУ), который окончил в 1994 году, а с 1997 года работает в этом ВУЗе. В 1999 году защитил диссертацию на соискание ученой степени кандидата экономических наук. Тема диссертации: «Организационно-экономические аспекты совершенствования системы управления жилищно-коммунального хозяйства среднего города в условиях рынка». В 2004 году получил звание доцент. С 2003 году стал заведующим кафедрой. В 2007 году возглавил факультет государственного и муниципального управления. В 2010 году назначен проректором по экономике, а с 2017 года переведён на должность проректора по учебной работе. 30 августа 2018 года стал победителем конкурса управленцев «Мой Дагестан». С 12 декабря 2018 года после того, как ректор ДГТУ Тагир Исмаилов по возврату стал президентом ДГТУ, был назначен ВрИО ректора. 8 ноября 2019 года большинством голосов Учёного совета избран ректором ДГТУ. С 5 марта 2020 года утверждён в должности ректора федерального государственного бюджетного образовательного учреждения высшего образования «Дагестанский государственный технический университет» сроком на 5 лет.
5 февраля 2022 года Следственным управлением Следственного комитета Российской Федерации по Республике Дагестан предъявлено обвинение ректору Дагестанского государственного технического университета в совершении преступлений, предусмотренных ч. 4 ст. 159 (мошенничество, совершенное организованной группой в особо крупном размере) и ч. 2 ст. 292 УК РФ (служебный подлог). Ректор вуза задержан в порядке ст. ст. 91, 92 Уголовно-процессуального кодекса Российской Федерации. 5 февраля 2022 года врио ректора экстренно стал Гамид Ирзаев — проректор по научной и инновационной деятельности вуза. 23 февраля стало известно, что ВрИО ректора ДГТУ назначен Назим Баламирзоев.

## Сфера научных интересов
Механизмы регулирования внешнеэкономической деятельности региона в международном торговом обороте страны.

## Публикации
Автор более 180 научных работ, в том числе 7 монографий, 32 учебно-методических работ, принимает активное участие в международных и всероссийских научно-практических конференциях и конкурсах научных работ.
- Абдуллаева Т. К., Суракатов Н. С. Совершенствование управления рисками инвестиционных проектов промышленных предприятий РД: монография. — Махачкала : ДГТУ, 2015. — 120 с. : ил.; 21 см; ISBN 978-5-9907757-3-2 : 300 экз
- Гаджиев А. Г., Суракатов Н. С. Система мер по стимулированию экспортной деятельности региона // Экономические науки. 2008. № 48. С. 88.
- Суракатов Н. С.ЭФФЕКТИВНОСТЬ ПРИМЕНЕНИЯ ТЕХНИЧЕСКИХ СРЕДСТВ В ОРГАНИЗАЦИИ ТАМОЖЕННОГО КОНТРОЛЯ ТОВАРОВ И ТРАНСПОРТНЫХ СРЕДСТВ. журнал Государство и право, 2016. № 5. С. 28.
- STATE EVALUATION PROCEDURE OF MANAGEMENT CYCLES IN MANAGEMENT PROCESSES REENGINEERING AT AN ENTERPRISE[10]

## Награды
- В 2013 году присвоено звание «Почетный работник высшего профессионального образования Российской Федерации».
- Победитель кадрового конкурса управленцев «Мой Дагестан», проводимого при поддержке Администрации Президента Российской Федерации в Республике Дагестан.

## Источник
- Ректор ФГБОУ ВО «ДГТУ»